# .270 Winchester Short Magnum
El .270 Winchester Short Magnum, abreviado 270 WSM, es un cartucho metálico para rifles diseñado por Winchester para ser usado exclusivamente como cartucho de caza.
El nombre correcto para el cartucho, como suele indicarse a las armas deportivas y municiones por la Sporting Arms and Ammunition Manufacturers' Institute (SAAMI), es de 270 Winchester Short Magnum, sin un punto decimal.

## Historia
El 270 WSM es uno de los cartuchos de la línea Winchester Short Magnum introducidos por Winchester al mercado a inicios del siglo 21. El concepto de esta línea de cartuchos se basó en replicar la performance de los cartuchos magnum existentes en el mercado que requieren de un cajón de mecanismos tamaño estándar, pero para ser estos usados en mecanismos de acción corta, similares a los usados en el .308 Winchester, 6,5mm Creedmoor o el .243 Winchester, usando menos pólvora y por ende siendo más eficientes.
Con el .270 WSM se introdujeron también el 7 mm WSM, 300 WSM y el 325 WSM, como alternativas al .270 Weatherby Magnum, 7 mm Remington Magnum, 300 Winchester Magnum y el 8 mm Remington Magnum, respectivamente; logrando estos nuevos calibres de casquillo corto acercarse a la performance de los anteriores con las opciones de balas de pesos más ligeros disponibles para cada calibre. Sin embargo, de la familia de cartuchería Winchester Short Magnum, solo el 300 WSM y el 270 WSM lograron afianzar popularidad, siendo el 300 WSM el más popular.
El .270 Winchester Short Magnum fue el tercer .277 comercial, logrando velocidades mayores, en aproximadamente 250 pies/s, al .270 Winchester con proyectiles de pesos equivalentes, pero siendo alimentado de un mecanismo más corto, pero no logró alcanzar la popularidad de la que goza el .270 original.

## Performance
Con un proyectil de 130 granos el .270 WSM logra generar velocidades que sobrepasan los 1000 m/s por segundo y con proyectiles de 150 granos, velocidades aproximadas de 2120 pies/s, de un cañón de 24 pulgadas, asemejándose a la performance del .270 Wby Mag.
Si bien el 270 WSM es usado en mecanismos de acción corta que pueden influenciar positivamente en el peso de un arma deportiva, también, debido al diseño tan pronunciado del hombro del casquillo, sumado al diámetro de este, hacen que sea menos suave la alimentación del cartucho en la recámara.

## Uso deportivo
El .270 Winchester Short Magnum es un cartucho que resalta para la caza de animales de tamaño mediano como el ciervo mulo, venado de cola blanca, rebecos, el carnero de Dall o la cabra blanca, entre otros, y en zonas de montaña, ya que además de contar con una trayectoria plana y generar suficiente energía a largas distancias, puede ser aprovechado en un rifle de mecanismo corto, que ahorrará algunos gramos con respecto a un rifle de mecanismo tamaño estándar.